# Anaxyrus boreas
Anaxyrus boreas és una espècie d'amfibi que viu a l'oest de Nord-amèrica.
És un gripau gran, d'entre 5,6 i 13 cm de longitud. Té una banda dorsal de color blanc o crema, i el dors gris cendrós o verdós amb glàndules cutànies concentrades a les taques fosques. Les seves glàndules paròtides són ovalades i ben separades.